# حسن وایتساید

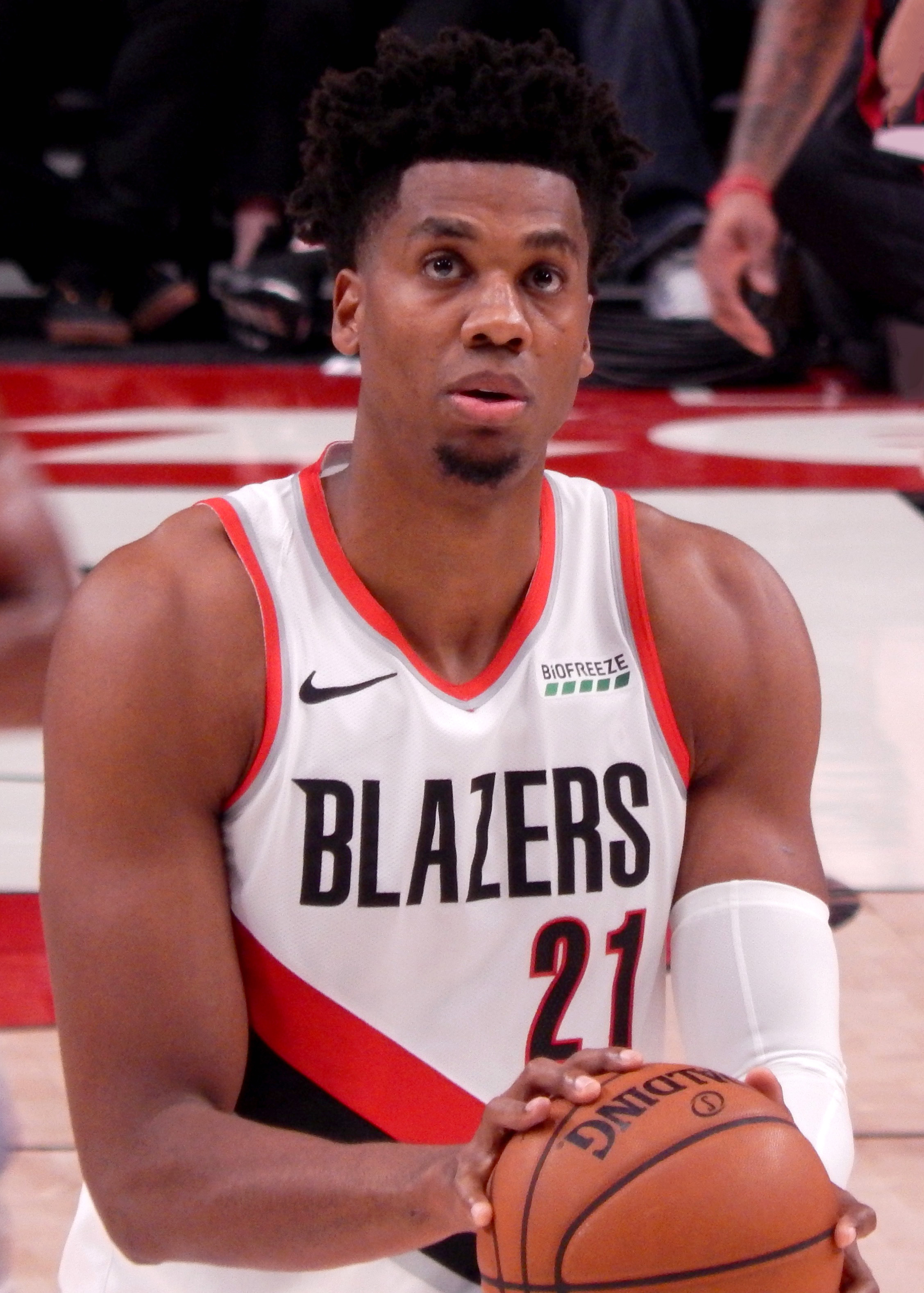
حسن نیام وایتساید در سال ۲۰۱۹

حسن نیام وایتساید (به انگلیسی: Hassan Niam Whiteside) زاده ۱۳ ژوئن ۱۹۸۹ در کارولینای شمالی، بسکتبالیست حرفه‌ای آمریکایی.
او در سال ۲۰۱۰ در رتبه ۳۳ قرعه‌کشی سالیانه ان بی ای به تیم ساکرامنتو کینگز تعلق گرفت.
وایتساید اکنون در تیم میامی هیت بازی می‌کند.